# Denis Kaliberda

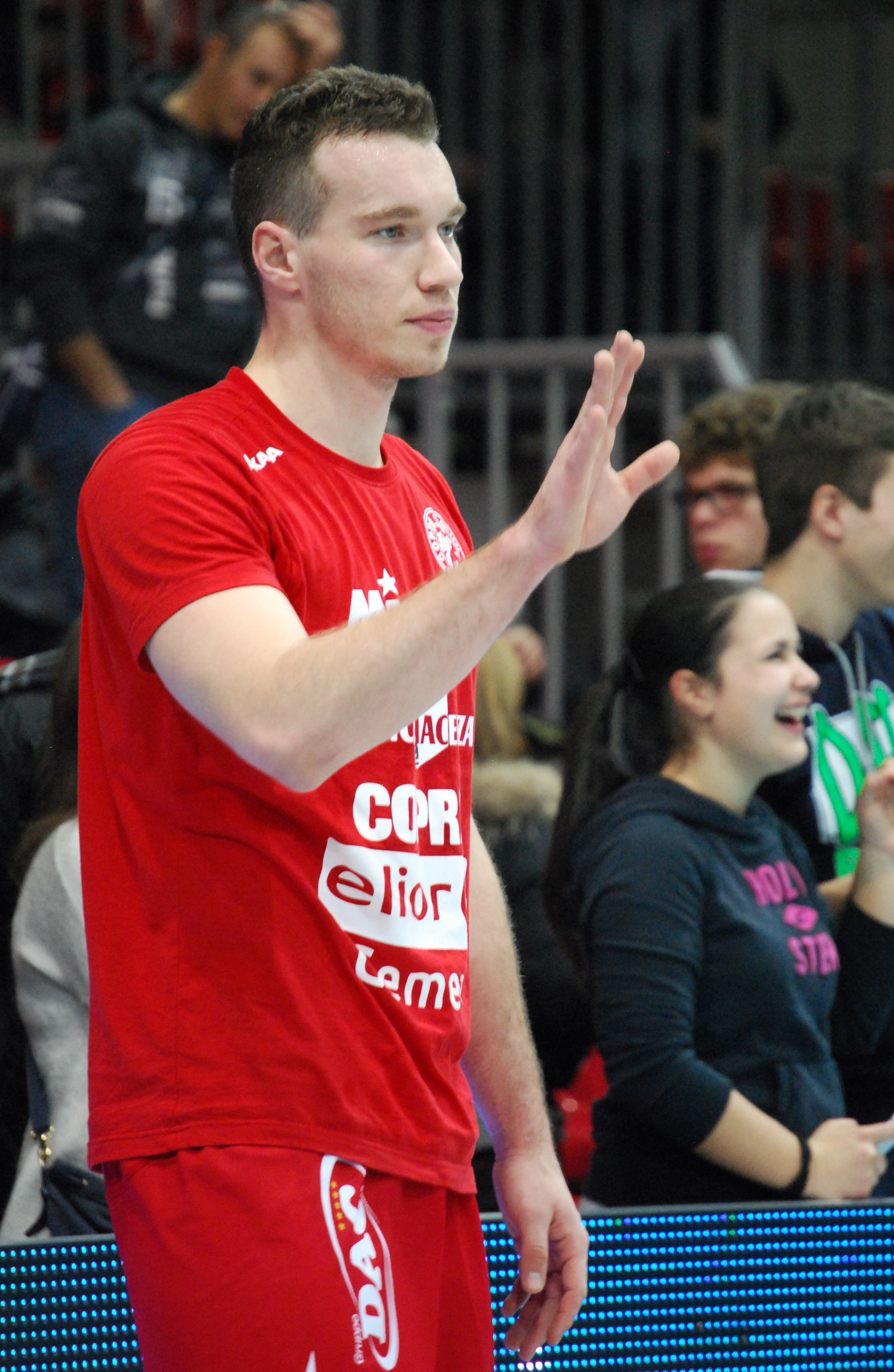
Denis Kaliberda zawodnikiem Copra Elior Piacenza

Denis Kaliberda (ukr. Денис Вікторович Каліберда, Denys Wiktorowycz Kaliberda, ur. 24 czerwca 1990 w Połtawie) – niemiecki siatkarz, reprezentant kraju, grający na pozycji przyjmującego. 
Jest synem siatkarza Wiktora Kaliberdy, byłego reprezentanta Ukrainy.

## Kariera klubowa
Denis Kaliberda karierę siatkarską rozpoczął w młodzieżowej drużynie SCC Berlin. Pod koniec 2004 roku trafił do VC Olympia, klubu zajmującego się kształceniem młodych siatkarzy. Początkowo występował z nim w lidze regionalnej. W sezonie 2006/2007 zespół otrzymał prawo rywalizacji w 1. Bundeslidze, zajmując w niej ostatnie 12. miejsce. Wraz z VC Olympia Denis Kaliberda zdobył dwa młodzieżowe mistrzostwa Niemiec.
W 2009 roku przeszedł do klubu Generali Haching, z którym zdobył dwa Puchary Niemiec i dwukrotnie został wicemistrzem Niemiec. W styczniu 2010 roku wystąpił w meczu gwiazd (All-Star-Game) w drużynie południa.

## Kariera reprezentacyjna
W kwietniu 2007 roku wystąpił z reprezentacją Niemiec kadetów w mistrzostwach Europy, zajmując 5. miejsce, a w sierpniu 2007 roku zagrał w mistrzostwach świata kadetów, gdzie z reprezentacją zakończył udział na 10. miejscu.
W 2008 roku był w składzie juniorskiej reprezentacji Niemiec, która zdobyła srebrny medal mistrzostw Europy.
W 2010 roku został powołany przez Raúla Lozano do reprezentacji Niemiec na eliminacje do Mistrzostw Europy 2011, Ligę Światową i mistrzostwa świata.
W 2011 roku występował w Lidze Światowej, mistrzostwach Europy i turnieju prekwalifikacyjnym do Letnich Igrzysk Olimpijskich 2012.
W 2012 roku trafił do składu na Ligę Światową, europejski i światowy turniej kwalifikacyjny do igrzysk olimpijskich. Zagrał także w turnieju olimpijskim, zajmując z reprezentacją 5. miejsce.

## Przebieg kariery
| 2009–2012                 | TSV Unterhaching            |
| 2012–2013                 | Tonno Callipo Vibo Valentia |
| 2013–2014                 | Copra Elior Piacenza        |
| 2014–2015                 | Jastrzębski Węgiel          |
| 2015–2016                 | Sir Safety Perugia          |
| 2016–2017                 | Cucine Lube Civitanova      |
| 2017–2018                 | Ziraat Bankası Ankara       |
| 2018–2020                 | Azimut Modena               |
| 2020–2021 (od 20.12.2020) | Berlin Recycling Volleys    |
| 2022 (od 22.01.2022)      | Netzhoppers KW-Bestensee    |
| 2022–2023                 | Top Volley Cisterna         |
| 2023–2024                 | Baniyas VC                  |
| 2024                      | Szahdab Jazd                |
| 2024–                     | Ar-Rajjan SC                |

## Sukcesy klubowe
Puchar Niemiec:
- 2010, 2011

Mistrzostwo Niemiec:
- 2021
- 2010, 2012
- 2011

Puchar Włoch:
- 2014, 2017

Mistrzostwo Włoch:
- 2017
- 2016

Liga Mistrzów:
- 2017

Superpuchar Włoch:
- 2018

Klubowe Mistrzostwa Azji:
- 2024[3]

## Sukcesy reprezentacyjne
Mistrzostwa Europy Juniorów:
- 2008

Liga Europejska:
- 2009

Memoriał Huberta Jerzego Wagnera:
- 2012

Mistrzostwa Świata
- 2014

Igrzyska Europejskie:
- 2015

Mistrzostwa Europy:
- 2017

## Nagrody indywidualne
- 2016: Najlepszy przyjmujący Europejskiego Turnieju Kwalifikacyjnego do Igrzysk Olimpijskich 2016
- 2017: Najlepszy przyjmujący Mistrzostw Europy
- 2020: Najlepszy przyjmujący Kontynentalnych kwalifikacji do Letnich Igrzysk Olimpijskich 2020